# Торизм
Тори́зм (англ. Toryism) — политическое направление или политическая система в Англии, политическая философия, представляющая собой британскую версию классического (упорного) консерватизма. 
В политической области торизм берет своё начало в движении кавалеров времен Войн трёх королевств. Данная политическая философия занимает заметное место в политической жизни Соединенного королевства, а также в некоторых частях Содружества, особенно в Канаде. Исторически представителями этой философии в рамках бывшей Британской империи также были лоялисты Британской Америки, которые выступили против отделения Тринадцати колоний во время американской войны за независимость. Этос тори был выражен во фразе «Бог, король и государство» (God, King and Country). Тори выступают сторонниками монархизма, являются носителями религиозного наследия ортодоксии Церкви Англии , а также выступают против либерализма фракции вигов. При помощи «хлебных законов» (1815—1846), установивших пошлину на ввозимое зерно, большинство тори поддерживали протекционистский аграризм, гарантируя экономическую устойчивость, самодостаточность (self-sufficiency) и повышение заработной платы для работников сельского хозяйства.
Партия тори сформировалась среди членов английского парламента, которые поддержали законные права герцога Йоркского на наследование престола после его брата, Карла II. Яков II был католиком, в то время, как государственные институты были отделены от Католической церкви: это стало проблемой, решить которую был призван Билль об отводе (Exclusion Bill), поддержку которому оказали «патриции» (Patricians) — политические наследники нонконформистов «круглоголовых» и ковенантского движения. При Якове II было создано два тористских правительства: первое под руководством Лоуренса Хайда, 1-го графа Рочестера, второе было сформировано лордом Беласисом. Значительная часть фракции приняла участие, вместе с вигами, в низложении Якова II с целью защиты государственной церкви и её связи с государством. Большая, но сокращающаяся часть тори сохранила верность католическим наследникам Стюартов, поддерживая их права на трон: с момента коронации первого представителя Ганноверской династии в 1714 году, многие тори поддерживали движение якобитов.
Консерватизм возникает в конце XVIII века: он являлся синтезом умеренных экономических воззрений вигов и многих социальных ценностей, носителями которых были тори. Этот синтез дал начало новой политической философии, сторонники которой выступили категорически против французской революции. Эдмунд Бёрк и Уильям Питт Младший были среди его основоположников. Интервенционизм и сильная армия стали важными компонентами торизма при последующих премьер-министрах. Благодаря тому, что эти тори сыграли центральную роль в формировании Консервативной партии Великобритании, её членов часто называют (в основном в разговорной речи) «тори», даже несмотря на то, что они не являются традиционалистами. Приверженцев традиционного торизма в настоящее время часто называют «высокими тори», так как традиционно-консервативные ценности торизма отличаются от более либеральных и космополитичных составляющих идеологии Консервативной партии.

## История понятия

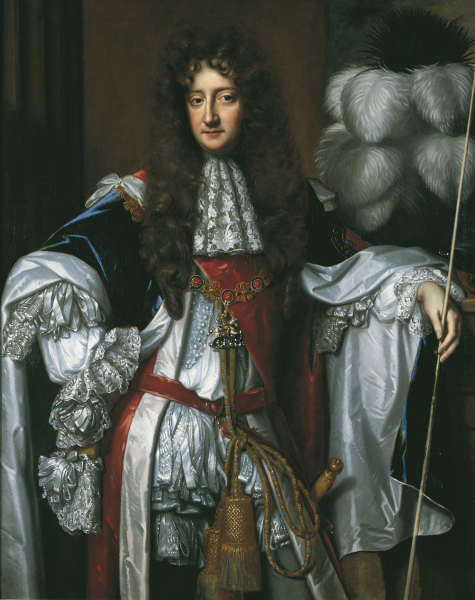
Лорд Рочестер был первым тори, руководившим кабинетом министров в Парламенте Англии

Слово «тори» происходит от среднеирландского tóraidhe (в современном ирландском «tóraí») — «человек, объявленный вне закона», грабитель, восходящего к ирландскому «tóir» — «преследование» так как объявленные вне закона являлись «преследуемыми людьми».) Первоначально оно использовалось для обозначения ирландских раппари («Rapparee» — «копьеносец; ополченец»), а позднее стало применяться к ирландским конфедератам или вооруженным роялистам. Таким образом изначально термин являлся оскорбительным до того, когда стал употребляться в качестве политического ярлыка (аналогичной была история понятия «виг»).
К концу правления Карла II (1660—1685) развернулись дебаты о том, обладает ли его брат Яков, герцог Йоркский, правом наследования трона или нет. «Виги» (от английского «whiggamore», «погонщик скота», которое было стереотипным прозвищем радикального крыла анти-католически настроенных ковенанторов) было изначально оскорбительным словом, которым называли сторонников исключения Якова из линии престолонаследия на основании его вероисповедания: герцог Йоркский открыто исповедовал Католицизм. Те, кто не желал исключения Якова, получили имя «абгорреры», а позднее — «тори». Титус Оутс применял термин «тори» (который тогда имел значение «ирландский грабитель») к тем, кто не верит в сфабрикованный им «папистский заговор»; постепенно данное название распространилось на всех тех, кто симпатизировал католику герцогу Йоркскому.
Суффикс -ism (появившийся в английском языке в XVII веке) был добавлен к словам «виг» (Whig) и «тори» (Tory) для образования слов «виггизм» и «торизм» (Toryism), которые обозначали политическую философию (принципы и методы) каждой из двух фракций.

### Английская и британская политика

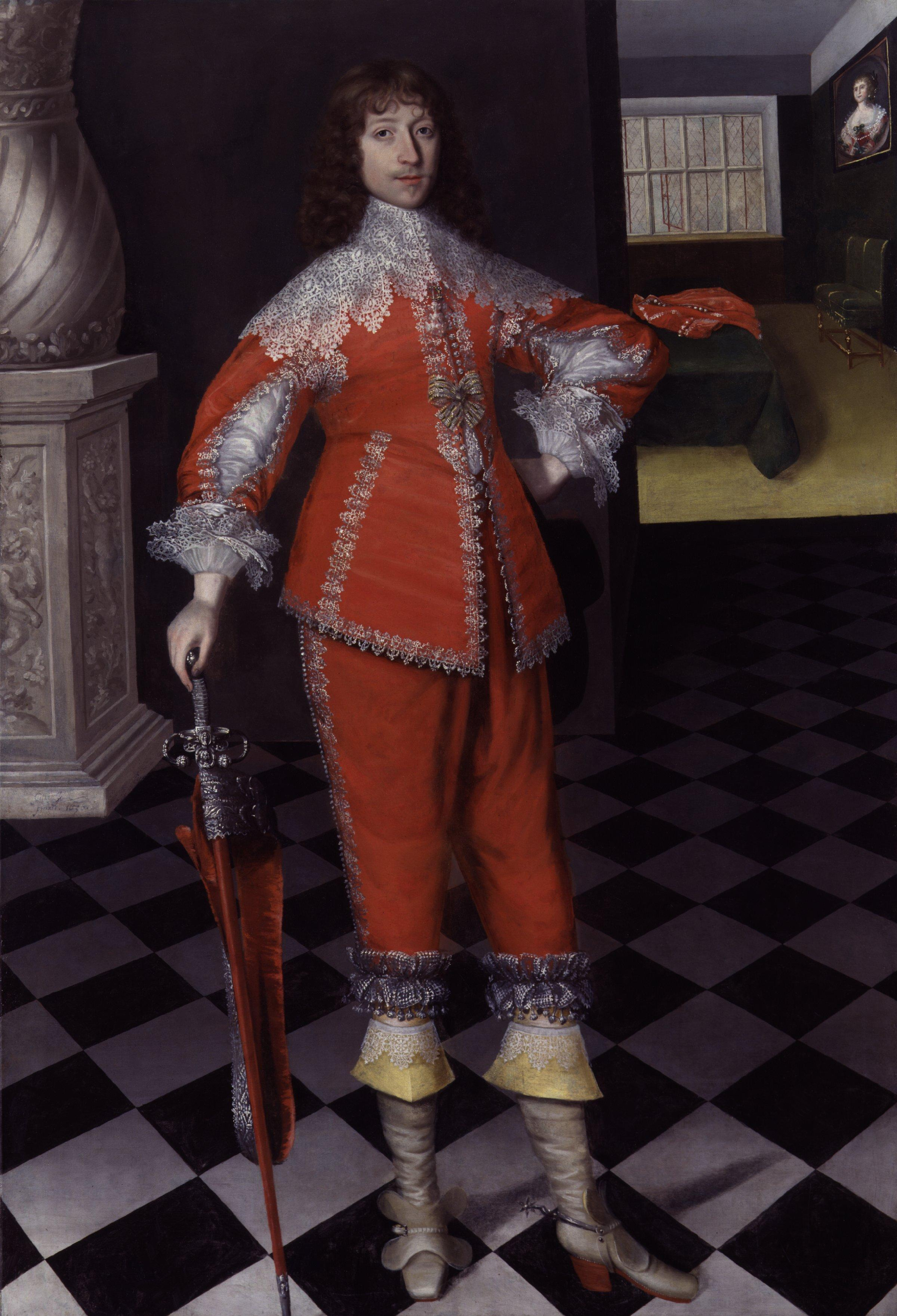
Лорд Беласис был вторым лидером кабинета министров

Исторически термин «тори» применялся к тем, кто был лоялен британской монархии. Изначально его применяли к изолированным группам повставнцев, противостоявших Оливеру Кромвелю во время девятимесячной ирландской кампании 1649—1650 гг., которые находились в союзнических отношениях с роялистами благодаря договорю с парламентом конфедеративной Ирландии, подписанному в Килкенни в январе 1649 года; позднее термин будет применяться к лишенным земли католикам Ольстера после Реставрации.
Во время кризиса, порожденного Биллем об отводе слово «тори» стало применяться в Англии в качестве прозвища, данного выступившим против билля (ставшим известными по именем абгорреров. Понятие «тори» имело такие коннотации, как «папист» и «грабитель» (последнее уходит корнями в употребление слова в Ирландии).
Английских тори в период между Славной революции и Избирательной реформой 1832 года характеризовали сильный монархизм, поддержка Церкви Англии и категорическое неприятие радикальных реформ. Партия тори являлась политической организацией, которая периодически оказывалась у власти в течение этого же периода.
С 1832 года термин «тори» обычно (и не совсем корректно) используют для обозначения Консервативной партии и её членов.

### Соединенные штаты Америки

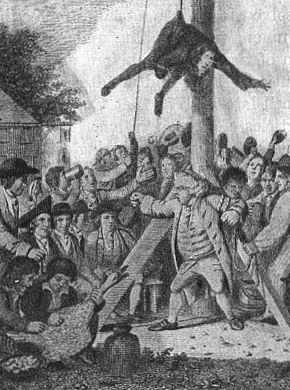
Mobbing the Tories (Моббинг тори) американскими патриотами в 1775—1776; тори будет облит смолой и осыпан перьями

Термины «тори» или «лоялист» использовались в период американской революции применительно к тем, кто сохранял лояльность Британской Короне. С конца XVII века, понятие «тори» описывало тех, кто поддерживал идею превосходства короля над парламентом. Во время войны за независимость, особенно после подписания Декларации независимости США в 1776 году, его использование в таком значении было расширенно, чтобы включать каждого, кто оставался лояльным Британской Короне. Около 80 % лоялистов остались в Соединенных штатах после войны. Около 60 000 лоялистов, которые перебрались в Канаду, на Багамские Острова или вернулись в Великобританию после окончания американской войны за независимость, также известны как Лоялисты Объединённой Империи (United Empire Loyalist).
12 февраля 1798 года Томас Джефферсон описывал Федералистскую партию так: «Политическая секта […], считающая, что исполнительная власть является той ветвью нашего правительства, которую наиболее необходимо поддерживать, [которую] называют федералистами, иногда аристократами или монократами, а иногда тори, в честь соответствующей секты в английском правительстве, которая определяется таким же образом». Однако, это было враждебное именование, используемое противниками федералистов (одним из которых был сам Джефферсон), и которое сами федералисты никогда к самим себе не применяли, хотя и являлись после войны сторонниками тесных отношений с бывшей метрополией.

### Канада
Термин «тори» использовался для описания британских правящих классов Верхней и Нижней Канады в период, предшествовавший созданию Канадской конфедерации, известных также как «Семейный пакт» (Family Compact) и Клика Шато (Château Clique) (элита в рамках правящих классов, члены которой часто были представителями той секции общества, которую составляли Лоялисты Объединённой Империи.
В пост-конфедеративной Канаде термины «Красные тори» и «Синие тори» с давних пор использовался для описания двух крыльев Консервативной партии (до её создания — Прогрессивно-консервативной партии (ПКП)). Диадическое напряжение родилось в результате политического союза (1854 год) между британо-канадскими тори, франко-канадскими традиционалистами и секциями зарождающихся в это время коммерческих классов, которые характеризовались монархистскими и лоялистскими склонностями, многих из которых не устраивали про-американские и аннексионистские тенденции внутри партии радикальных либералов (Clear Grits). Сила и известность тори в политической культуре была постоянной чертой жизни в Новой Шотландии, Нью-Брансуике, Островах Принца Эдуарда, Онтарио и Манитобе.
К 1930-м годам фракции канадского торизма ассоциировались либо с городскими финансовыми элитами, либо с земельными традиционалистами внутренних районов страны. «Красный тори» — это член более умеренного крыла партии (в традиции Джона Фартинга (John Farthing) и Джорджа Гранта). Они, в массе своей, объединены приверженностью британским традициям в Канаде.
В течение всей канадской истории Консервативная партия находилась под контролем «макдональдианских» идеологических элементов торизма, что в канадском контексте означает приверженность англо-канадским традициям монархии, Империи-Содружеству, парламентскому управлению, национализм, протекционизм, социальные реформы и, в конечном счете, признание необходимости «государства всеобщего благоденствия».
К 1970-м годах Прогрессивно-консервативная партия была партией кейсианского консенсуса (a Keynesian-consensus party). С началом стагфляции в 1970-х годах, некоторые канадские тори подпали под влияние неолиберальных идей, бывших в ходу в Великобритании и США, среди которых наиболее популярными были политика приватизации и интервенции, определяемые экономическими теориями предложения. В Канаде этих тори стали называть неоконсерваторами (данный термин имеет отличное значение в США). К началу 1980-х гг. среди тористского руководства не было идеологически чистых неоконсерваторов, однако Брайан Малруни, который стал лидером партии в 1983 году, постепенно воспринял многие из политических идей правительств Маргарет Тэтчер и Рональда Рейгана.
Так как Малруни повел Прогрессивно-консервативную партию в более неоконсервативном направлении, что нашло свою реализацию в таких политических инициативах как дерегуляция, приватизация, свободная торговля и потребительский налог, называемый налог на товары и услуги (Goods and Services Tax или GST), многие тори-традиционалисты стали высказывать озабоченность политической и культурной схизмой, происходящей в партии.
Создание в 1986 году Реформистской партии Канады привлекло некоторых неолибералов и социальных консерваторов, вышедших в результате из партии тори, а так как некоторые неоконсервативные действия правительства Малруни оказались непопулярными, некоторые провинциальные правые элементы также присоединились к Реформистской партии. В 1993 году Малруни ушел в отставку вместо того, чтобы участвовать в избирательной борьбе, исходя из его персональных достижений после девяти лет во власти. Этот шаг оставил ПКП в состоянии разлада и попытках понять как сделать торизм релевантным в таких провинциях как Квебек, Саскачеван, Альберта и Британская Колумбия, в которых никогда не было сильной тористской традиции и политической культуры.
После этого, в 1990-х годах, ПКП была малой партией в канадской палате общин и могла оказывать законодательное давление на правительство только через свое влияние в Сенате Канады. В конечном счете, из-за смерти и ухода в отставку некоторых сенаторов, это влияние ослабло. Джо Кларк возглавил партию, но разрыв с реформистами значительно подорвал силу объединенного голоса красных и синий тори в Канаде.
К концу 1990-х годов звучали голоса о необходимости объединения правых политических сил в Канаде с тем, чтобы не допустить либерального большинства в парламенте. Многие тори (как красные, так и синие) выступили против подобного шага. Остальные заняли прагматический подход, считая что он может способствовать возрождению сильной партийной системы. Партия Канадский союз (в который была преобразована Реформистская партия) и некоторые из ведущих тори попробовали заключить союз, созданный на общих основаниях. Хотя лидер прогрессивных консерваторов Джо Кларк выступил резко против этой идеи, но, несмотря на это, переговоры продолжились и, в конце концов, в декабре 2003 года Канадский союз и прогрессивно-консервативные партии проголосовали за объединение в новую партию под названием «Консервативная партия Канады».
После объединения Прогрессивно-консервативной партии и Канадского союза в 2003 году, развернулись дебаты о том, стоит ли сохранять наименование «тори» на федеральном уровне. Хотя было широко распространено мнение, согласно которому некоторые члены союза будут им оскорблены, он был официально принят новообразованной партией во время партийной конвенции 2004 года, на которой был избран партийный лидер. Стивен Харпер, бывший лидер Консервативной партии и премьер-министр Канады, часто называет себя тори. Он также высказал мнение о том, что новая партия является естественной эволюцией консервативного политического движения в Канаде.

### Техасская революция
В Техасе 1832-36 гг. поддержка Техасской революции не носила единодушного характера. Местные «тори» являлись сторонниками мексиканского правительства: они, в массе своей, являлись владельцами частной собственности, чье происхождение не связывало их с Глубоким Югом. Их меньше всего интересовала политика; они стремились к примирению, а не к войне; они стремились занимать нейтральную позицию по отношению к обеим сторонам конфликта. Однако, они предпочитали экономические, политические и социальные привилегии, которыми они пользовались в качестве граждан Мексики, а революция угрожала поставить под угрозу безопасность их мира.

## Современное использование
Понятие «Тори» стало условным обозначением как для членов Консервативной партии Великобритании, так и для всей партии в целом. Некоторые консерваторы называют себя «тори», а само понятие стало широко распространенным в СМИ.
В Канаде термин «тори» может описывать любого члена Консервативной партии Канады, её партии-предшественницы, Прогрессивно-консервативной партии Канады или любой партии, носящей аналогичное название. Данное понятие часто используют в оппозиции термину «Grit» («радикал; либерал»), ставшему условным обозначением для Либеральной партии Канады и её членов, «Dipper» (условное обозначение для партии Новая демократическая партия и «Seppies» — членов квебекской сепаратистской партии Квебекский блок (Bloc Québécois).
В Австралии «тори» используется членами Австралийской лейбористской партии в качестве уничижительного названия в адрес членов консервативных и часто коалиционных Либеральной и Национальной партий.